# Simulium ochrescentipes
Simulium ochrescentipes är en tvåvingeart som beskrevs av Günther Enderlein 1921. Simulium ochrescentipes ingår i släktet Simulium och familjen knott. Inga underarter finns listade i Catalogue of Life.